# Oppelner Nachrichten
Oppelner Nachrichten – niemiecki dziennik, wydawany w Opolu w latach od 1895 do 1935.
Gazeta ukazywała się 6 razy w tygodniu i była rozpowszechniana w Opolu oraz sąsiednich powiatach. Od roku 1925 jako dodatek do niej ukazywał się Oppelner Heimatblatt.